# Jüdischer Friedhof (Mikulov)
Koordinaten: 48° 48′ 38″ N, 16° 38′ 12,7″ O

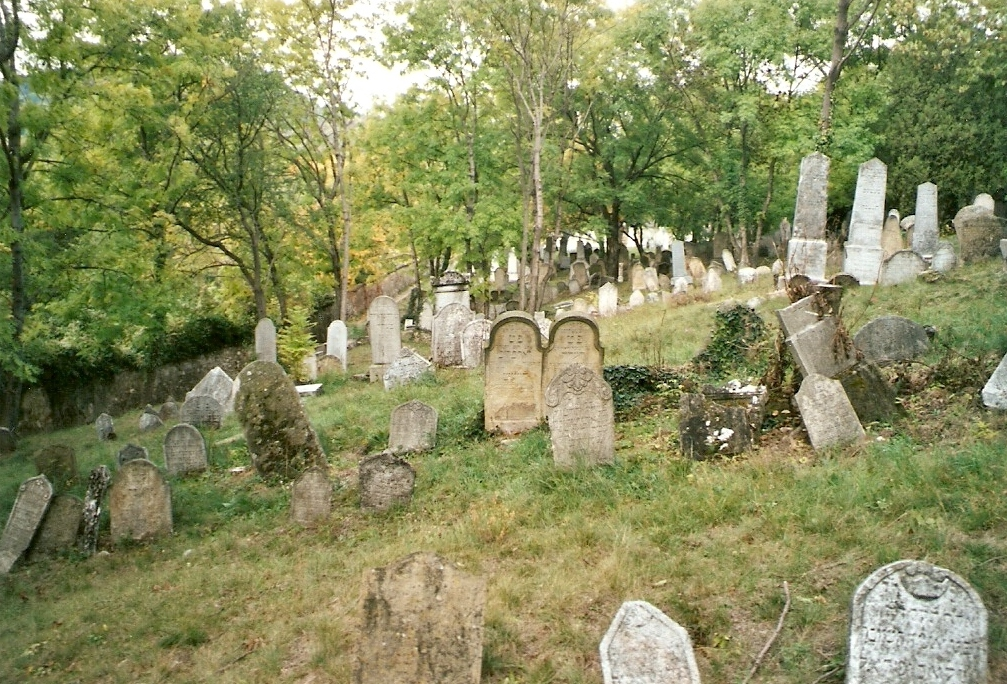
Jüdischer Friedhof in Mikulov

Der Jüdische Friedhof Mikulov ist ein jüdischer Friedhof in Mikulov (deutsch Nikolsburg) in der Region Jihomoravský kraj (deutsch:  Südmährische Region) in Tschechien. 
Der Friedhof erstreckt sich über den gesamten Nordhang des Kozí vrch (Gaisberg) und wurde wahrscheinlich schon im 15. Jahrhundert angelegt. Der älteste erhaltene Grabstein (Mazewa) stammt aus dem Jahr 1605. Wegen seines Alters und der Tatsache, dass sich auf einer Fläche von fast 20.000 m² fast 4000 Grabsteine im Stil von Renaissance, Barock und Klassizismus befinden, ist er besonders interessant.